# 沙赫沃羅斯蒂夫卡 (日托米爾州)
50°14′46″N 29°6′10″E / 50.24611°N 29.10278°E
沙赫沃羅斯蒂夫卡（羅馬化：Shakhvorostivka）是烏克蘭北部的村莊，隸屬日托米爾州的日托米爾區。該村始建於1646年，面積1.41平方公里，海拔高度189米，2001年人口227，人口密度每平方公里161.11人。